# Independência total
Independência total („Vollständige Unabhängigkeit“) ist die offizielle Nationalhymne des Inselstaates São Tomé und Príncipe. Ihr Text in portugiesischer Sprache stammt von Alda Neves da Graça do Espírito Santo, die Musik von Quintero Aguiar.
| Independência total Glorioso canto do povo Independência total Hino sagrado combate Dinamismo Na luta nacional Juramento eterno No país soberano De São Tomé e Príncipe Guerrilheiro da guerra sem armas na mão Chama viva na alma do povo Congregando os filhos das ilhas Em redor da Pátria Imortal Independência total, total e completa Construindo no progresso e na paz A Nação mais ditosa da terra Com os braços heróicos do povo Independência total Glorioso canto do povo Independência total Hino sagrado combate Trabalhando, lutando e vencendo Caminhamos a passos gigantes Na cruzada dos povos africanos Hasteando a bandeira nacional Voz do povo, presente, presente em conjunto Vibra rijo no coro da esperança Ser herói na hora do perigo Ser herói no ressurgir do país Independência total Glorioso canto do povo Independência total Hino sagrado combate Dinamismo Na luta nacional Juramento eterno No país soberano De São Tomé e Príncipe | Vollständige Unabhängigkeit Glorreicher Gesang des Volkes Vollständige Unabhängigkeit Hymne blutigen Kampfes Energisch Im nationalen Kampf Ewiger Schwur Dem eigenständigen Land Von São Tomé und Príncipe Krieger des Krieges ohne Waffe in der Hand Wache Flamme in der Volksseele Vereinige die Inselsöhne Um die unsterbliche Heimat Vollständige Unabhängigkeit, total und vollständig Aufbauend auf Fortschritt und Frieden Die hingebungsvollste Nation auf Erden Mit den Heldenarmen des Volkes Vollständige Unabhängigkeit Glorreicher Gesang des Volkes Vollständige Unabhängigkeit Hymne blutigen Kampfes Arbeitend, kämpfend und siegend Schreiten wir mit Riesenschritten Auf dem Kreuzzug der afrikanischen Völker Die nationale Fahne hissend Volkesstimme, hier und heute zusammen Schalle stark im Namen der Hoffnung Sei heldenhaft in Gefahr Sei heldenhaft beim Aufstieg des Landes Vollständige Unabhängigkeit Glorreicher Gesang des Volkes Vollständige Unabhängigkeit Hymne blutigen Kampfes Energisch Im nationalen Kampf Ewiger Schwur Dem eigenständigen Land Von São Tomé und Príncipe |